# Fabrication dans l'espace

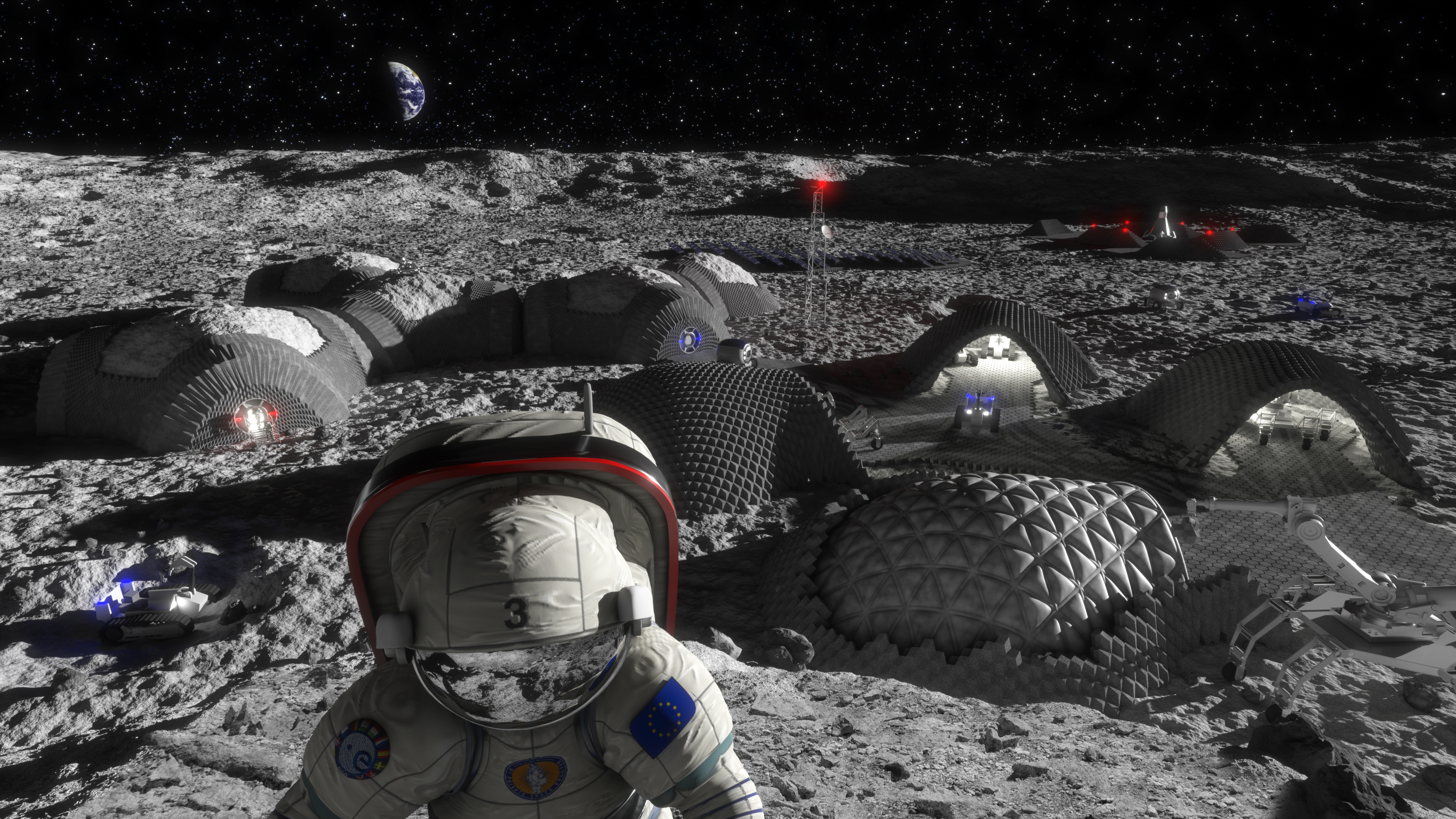
Vision d'artiste d'une future base lunaire construite et entretenue via l'impression 3D.

La fabrication dans l'espace, parfois appelée fabrication et assemblage dans l'espace, est la production de biens tangibles au-delà de l'atmosphère terrestre. Elle peut être considérée comme une branche de l'industrie spatiale. Puisqu'à ce jour, la plupart des capacités de production spatiale sont limitées à l'orbite terrestre basse, la littérature anglaise emploie parfois aussi la formule de « fabrication en orbite » (in-orbit manufacturing).
Plusieurs facteurs justifient la fabrication dans l'espace de certains produits :
- L'environnement spatial, en particulier les effets de l'apesanteur et du vide, permet la recherche et la production de biens qui autrement ne pourraient pas être fabriqués sur Terre.
- L'extraction et la transformation des matières premières issues d'autres objets célestes, également appelée utilisation des ressources in situ, pourraient réduire le coût des missions spatiales, par rapport à une situation dans laquelle toutes les ressources nécessaires sont lancées depuis la Terre.
- Les matières premières pourraient être transportées en orbite terrestre basse où elles pourraient être transformées en marchandises, puis expédiées vers la Terre. Un tel déplacement de la production aurait pour effet de préserver les écosystèmes terrestres.
- Certaines matières premières de très grande valeur, à l'image de l'or, l'argent ou le platine, pourraient être transportées en orbite terrestre basse pour y être transformées avant envoi vers la Terre, ce qui pourrait rendre économiquement viable l'exploitation minière des astéroïdes.

## Histoire

### Premières expériences
Lors de la mission Soyouz 6 de 1969, des cosmonautes russes ont réalisé les premières expériences de soudage. Trois procédés de soudage différents furent testés à l'aide d'un outil appelé Vulkan. Les tests concernaient le soudage de l'aluminium, du titane ainsi que celui de l'acier inoxydable.

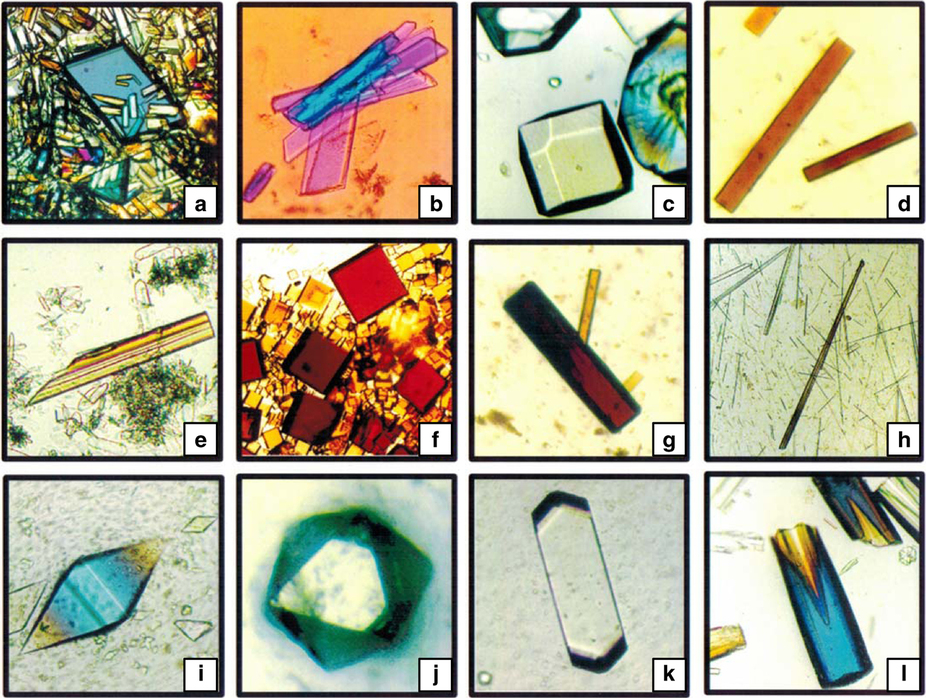
Cristaux développés par des scientifiques américains sur la station spatiale russe Mir en 1995 : (a) canavaline rhomboèdrale, (b) créatine kinase, (c) lysozyme, (d) catalase bovine, (e) α-amylase porcine, (f) catalase fongique, (g) myoglobine, (h) concanavaline B, (i) thaumatine, (j) apoferritine, (k) et (l) canavaline hexagonale.

La mission Skylab, lancée en mai 1973, a servi de laboratoire, cette fois-ci aux États-Unis, pour effectuer diverses expériences de fabrication spatiale. La station était équipée d'une installation de traitement des matériaux qui comprenait un four électrique polyvalent, une chambre de culture de cristaux et un canon à faisceau d'électrons. Parmi les expériences à réaliser, figuraient des recherches sur le traitement du métal en fusion, la photographie du comportement de matériaux enflammés en apesanteur, la culture des cristaux, la transformation des alliages non miscibles, le soudage par faisceau d'électrons, et enfin, la formation de sphères à partir de métal en fusion. L'équipage a consacré un total de 32 heures-homme aux sciences des matériaux et à des expérimentations sur la fabrication spatiale au cours de la mission.
Le Space Studies Institute a commença à organiser une conférence semestrielle sur la fabrication spatiale en 1977.
Puis, en 1983, la recherche sur les matériaux en apesanteur en s'est poursuivie dans l'installation Spacelab. Ce module a été mis en orbite à plusieurs reprises à bord de la navette spatiale américaine. La navette a ainsi servi de plate-forme de recherche provisoire avant l'achèvement de la Station spatiale internationale.

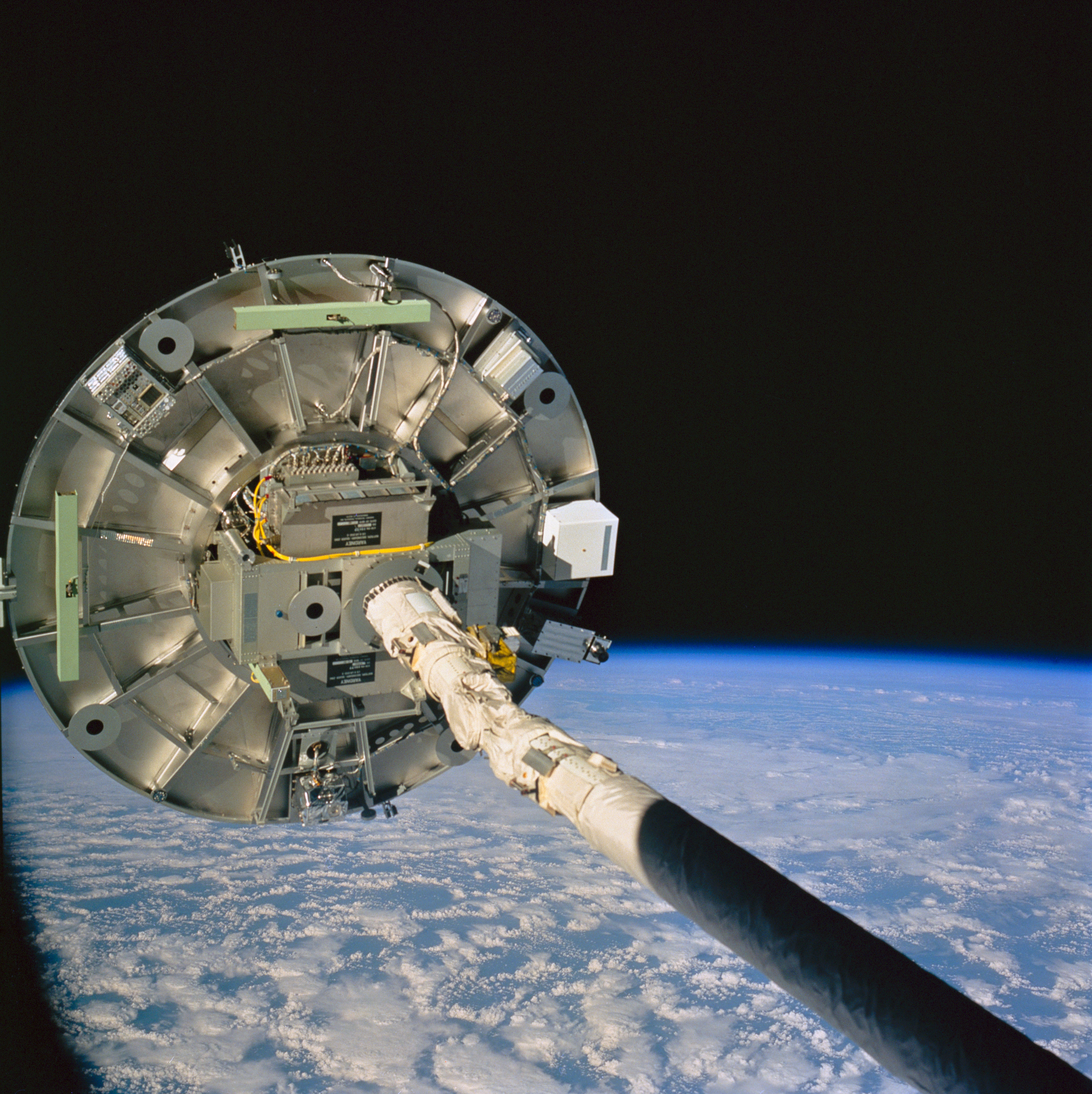
La Wake Shield Facility déployée par le bras robotique Canadarm de la navette spatiale américaine.

En février 1994 et septembre 1995, la Wake Shield Facility fut mise en orbite par la navette spatiale américaine. Cette plate-forme de démonstration a utilisé le vide poussé créé dans le sillage orbital pour fabriquer des couches minces d'arséniure de gallium.
Le 31 mai 2005, le laboratoire Foton-M2 récupérable et sans équipage fut lancé en orbite. Parmi les expériences qui y étaient menées figuraient la culture des cristaux et le comportement du métal en fusion en apesanteur.
La construction de la Station spatiale internationale a permis le déploiement d'installations élargies et améliorées pour effectuer des recherches industrielles. Celles-ci ont déjà conduit à des progrès substantiels en sciences des matériaux et à de nouvelles techniques de fabrication sur Terre, et pourraient mener à des découvertes importantes dans les méthodes de fabrication spatiale. La NASA et Tethers Unlimited, Inc. (en) testeront le Refabricator à bord de l'ISS, qui est destiné à recycler le plastique pour une utilisation dans la fabrication additive spatiale.
Le Material Science Laboratory Electromagnetic Levitator (MSL-EML) à bord du module Columbus de la station est une installation scientifique qui peut être utilisée pour étudier les propriétés de fusion et de solidification de divers matériaux. Le Fluid Science Laboratory (FSL) est quant à lui utilisé pour étudier le comportement des liquides en micropesanteur.

### Vague duNew Space
L'idée d'utiliser l'environnement spatial pour la fabrication de produits à haute valeur ajoutée difficiles voire impossibles à produire à la surface de la Terre est aussi ancienne que le vol spatial et bien que des expériences ont été menées par la plupart des acteurs du milieu, aucun projet d'usine 0-g ne s'est avéré suffisamment viable, tant sur le plan financier que technologique, pour aboutir à une réalisation concrète. Ainsi par exemple, le projet de Space Industries est resté sur le papier. Cependant, depuis l'émergence du NewSpace et l'abaissement des coûts de mise sur orbite, différents projets sont à nouveau proposés, soit des usines 0-g, soit seulement des capsules de rentrée.
En 2020, la NASA attribue 142 millions de dollars à Maxar Technologies, un constructeur de satellites, pour mettre au point un véritable système d'assemblage robotique en orbite basse, dédié à l'assemblage de certaines pièces d'engin.
Airbus prévoit, avec l'Agence spatiale européenne, d'envoyer et de tester les premiers métaux d'impression 3D dans l'espace à l'ISS dans un an à partir de 2022, et de débuter de premières opérations de fabrication spatiale dans trois à quatre ans à partir de 2022. Le projet PERIOD en question est centré sur l'assemblage et la fabrication de satellites en orbite (réflecteurs d'antenne, modules, charges utiles).
En octobre 2022, la start-up luxembourgeoise Space Cargo Unlimited signe un contrat de développement avec Thales Alenia Space pour développer un cargo spatial qui servira d'usine robotisée, pour fabriquer de nouveaux alliages, médicaments ou produits agricoles.
À plus long terme, le fondateur d'Amazon Jeff Bezos déclare vouloir déplacer dans l'espace toutes les industries polluantes.

## Contraintes techniques

### Propriétés des matériaux
Les propriétés des matériaux varient considérablement une fois dans l'espace par rapport aux mêmes matériaux sur Terre. Ces différences peuvent être exploitées dans le cadre de nouvelles techniques de fabrication.

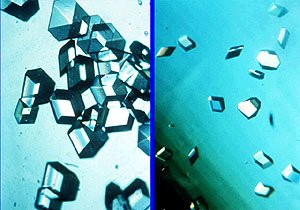
Comparaison de la croissance des cristaux d'insuline dans l'espace (à gauche) et sur Terre (à droite).

- L'apesanteur permet de contrôler la convection dans les liquides ou les gaz et d'éliminer la sédimentation. Le mélange par diffusion permet par ailleurs à des matériaux non miscibles d'être mélangés.
- L'environnement permet une croissance accrue des cristaux, qui sont aussi plus gros et de meilleure qualité.
- Le vide spatial permet la création de matériaux et d'objets très purs. Le dépôt en phase vapeur peut être utilisé pour construire des matériaux couche par couche, sans défauts.
- La tension superficielle fait que les liquides en microgravité forment des sphères parfaitement rondes et de taille constante.
- L'espace peut aisément fournir des températures extrêmes. La lumière du soleil peut être utilisée pour faire fondre les matériaux, tandis que les objets maintenus à l'ombre perpétuelle sont exposés à des températures proches du zéro absolu. Le gradient de température peut être exploité pour produire des matériaux vitreux.

### Transformation des matériaux
Pour la plupart des applications industrielles, les matériaux doivent être traités d'une manière précise. Les minéraux doivent être raffinés pour extraire des métaux spécifiques, et les composés organiques volatils devront être purifiés. Idéalement, ces matières premières sont livrées au site de traitement à bas coût (ce qui tient au délai d'arrivée, à l'énergie consommée par la propulsion et à l'extraction. Les minerais peuvent être obtenus à partir d'astéroïdes, de la surface lunaire ou d'un corps planétaire. Les composés volatils pourraient être obtenus à partir d'une comète, de chondrite carbonée ou d'astéroïdes de type C, ou à partir des lunes de Mars ou d'autres planètes. Il pourrait également s'avérer possible d'extraire de l'hydrogène sous forme de glace d'eau ou de minéraux hydratés à partir de pièges froids aux pôles de la Lune.
À moins que les sites de traitement des matériaux et de fabrication ne soient situés au même endroit que les installations d'extraction des ressources, les matières premières devraient être déplacées dans le système solaire. Plusieurs moyens sont proposés pour assurer la propulsion, notamment des voiles solaires, des voiles électriques, des voiles magnétiques, des moteurs ioniques, des propulseurs électrothermiques à micro-ondes ou des catapultes électromagnétiques.
Une fois arrivés à l'installation de traitement des matériaux, les matériaux entrants devront être capturés par certains moyens. Des fusées de manœuvre attachées à la charge pourraient garer le contenu sur une orbite correspondante. Alternativement, si la charge se déplace à un faible delta-v par rapport à la destination, elle peut être capturée au moyen d'un capteur de masse. Il pourrait s'agir d'un grand filet flexible ou d'une structure gonflable qui transférerait l'élan de la masse à la plus grande installation. Une fois en place, les matériaux peuvent être mis en place par des moyens mécaniques ou au moyen de petits propulseurs.
Les matériaux peuvent être utilisés pour la fabrication soit sous leur forme brute, soit en les transformant pour en extraire les éléments constitutifs. Les techniques de traitement comprennent diverses méthodes chimiques, thermiques, électrolytiques et magnétiques pour la séparation. À court terme, des méthodes relativement simples peuvent être utilisées pour extraire l'aluminium, le fer, l'oxygène et le silicium de sources lunaires et d'astéroïdes. Les éléments moins concentrés nécessiteront probablement des installations de traitement plus avancées, qui devront peut-être attendre qu'une infrastructure de fabrication spatiale soit entièrement développée.
Certains procédés chimiques nécessitent une source d'hydrogène pour la production de mélanges d'eau et d'acide. L'hydrogène gazeux peut également être utilisé pour extraire l'oxygène du régolithe lunaire. Ainsi, une source facilement disponible de composés volatils utiles est un facteur positif dans le développement de la fabrication spatiale. Alternativement, l'oxygène peut être libéré du régolithe lunaire sans réutiliser les matériaux importés en chauffant le régolithe à 2 500 °C sous vide. Cela a été testé sur Terre avec un simulant de régolithe lunaire dans une chambre à vide. Jusqu'à 20 % de l'échantillon a été libéré sous forme d'oxygène libre. Ce processus est très efficace en termes de matériaux importés utilisés par lot, mais n'est pas le processus le plus efficace en énergie par kilogramme d'oxygène.
Une méthode proposée pour purifier les matériaux des astéroïdes consiste à utiliser du monoxyde de carbone (CO). Chauffer le matériau à 260 °C et l'exposer au CO provoque la formation de carbonyles gazeux par les métaux. Cette vapeur peut ensuite être distillée pour séparer les composants métalliques, et le CO peut ensuite être récupéré par un autre cycle de chauffage. Ainsi, un véhicule automatisé pourrait racler les matériaux de l'astéroïde (4660) Nérée relativement proche (en termes de delta-v), traiter le minerai en utilisant le chauffage solaire et le CO, et finalement revenir avec une charge de métal presque pur. L'économie de ce processus pourrait permettre d'extraire le matériau à bas coût, mais il faudrait plusieurs années pour rapporter le minerai extrait.

### Fabrication des produits
En raison des contraintes imposées par la vitesse de la lumière sur la communication, la fabrication dans l'espace à un point d'acquisition de ressources éloigné nécessitera soit une robotique complètement autonome pour effectuer le travail, soit un équipage humain avec toutes les exigences d'habitat et de sécurité qui l'accompagnent. Si la centrale est construite en orbite autour de la Terre, ou à proximité d'un habitat spatial avec équipage, cependant, des dispositifs télérobotiques peuvent être utilisés pour certaines tâches qui nécessitent l'intelligence et la flexibilité humaines.
L'énergie solaire est disponible en abondance pour le traitement thermique. Même avec la chaleur seule, des matériaux simples thermofusionnés peuvent être utilisés pour la construction de structures stables. Le sol de la Lune ou celui des astéroïdes a une très faible teneur en eau et, lorsqu'il est fondu pour former des matériaux vitreux, il est très durable. Ces solides simples et vitreux peuvent être utilisés pour l'assemblage d'habitats à la surface de la Lune ou ailleurs. L'énergie solaire peut être concentrée dans la zone de fabrication à l'aide d'un ensemble de miroirs orientables.
La disponibilité et les propriétés physiques des métaux en feront un composant majeur de la fabrication spatiale. La plupart des techniques de manipulation des métaux utilisées sur Terre peuvent également être adoptées pour la fabrication spatiale. Quelques-unes de ces techniques nécessiteront des modifications importantes en raison de l'apesanteur.
La production d'acier trempé dans l'espace introduira de nouveaux facteurs. Le carbone n'apparaît qu'en petites proportions dans les matériaux de la surface lunaire et devra être trouvé ailleurs. Les déchets transportés par les humains depuis la Terre sont une source possible, tout comme les comètes. L'eau normalement utilisée pour tremper l'acier sera également rare et nécessitera une forte agitation.
La fonderie de l'acier peut être un processus difficile en microgravité, nécessitant des processus spéciaux de chauffage et d'injection, ou de formage par centrifugation. Le chauffage peut être effectué en utilisant la lumière du Soleil combinée à des radiateurs électriques. Le processus de coulée devrait également être géré pour éviter la formation de vides lorsque l'acier se refroidit et se rétracte.
Diverses techniques de métallurgie peuvent être utilisées pour façonner le métal dans la forme souhaitée. Les méthodes standard sont le moulage, l'extrusion, le forgeage, l'usinage, le laminage et le soudage. Le laminage et l'étirage nécessitent un chauffage et un refroidissement ultérieur. Le forgeage et l'extrusion peuvent nécessiter des presses motorisées, car la gravité n'est pas disponible. Le soudage par faisceau d'électrons a déjà été démontré à bord du Skylab et sera probablement la méthode de choix dans l'espace. Les opérations d'usinage peuvent nécessiter des outils de précision qui devront être importés de la Terre pendant un certain temps.
De nouvelles technologies de fabrication spatiale sont étudiées dans des endroits tels que le National Center for Advanced Manufacturing de Marshall. Les méthodes étudiées comprennent des revêtements qui peuvent être pulvérisés sur des surfaces dans l'espace en utilisant une combinaison de chaleur et d'énergie cinétique, et la fabrication de pièces sous forme libre par faisceau d'électrons. De telles approches, ainsi que l'examen des propriétés des matériaux qui peuvent être étudiées dans un laboratoire en orbite, seront étudiées sur la Station spatiale internationale par la NASA et la société Made In Space (en).

### Impression 3D
L'impression 3D dans l'espace présente de nombreux avantages par rapport à la fabrication sur Terre. Grâce aux technologies d'impression 3D, plutôt que d'exporter des outils et des équipements de la Terre vers l'espace, les astronautes ont la possibilité de fabriquer directement les éléments nécessaires. Les modèles de fabrication à la demande rendent les voyages spatiaux sur de longues distances plus réalisables et plus autonomes, car les excursions dans l'espace nécessitent moins de fret. La sécurité de la mission est également améliorée.
Les imprimantes 3D de Made In Space (en) lancées en 2014 vers la Station spatiale internationale sont conçues spécifiquement pour un environnement en apesanteur ou en microgravité. L'effort a reçu le contrat d'innovation et de recherche pour les petites entreprises de la phase III du contrat Small Business Innovation and Research Contract de la NASA. L'installation de fabrication additive sera utilisée par la NASA pour effectuer des réparations (y compris dans des situations d'urgence), des mises à niveau et des installations. Made In Space énumère les avantages de l'impression 3D comme une personnalisation facile, un minimum de déchets de matières premières, des pièces optimisées, un temps de production plus rapide, une électronique intégrée, une interaction humaine limitée et la possibilité de modifier le processus d'impression.
L'expérience Refabricator, en cours de développement par Firmamentum, une division de Tethers Unlimited, Inc. (en), dans le cadre d'un contrat de recherche sur l'innovation des petites entreprises de phase III du contrat Small Business Innovation and Research Contract de la NASA, combine un système de recyclage et une imprimante 3D pour effectuer une démonstration de la fabrication dans l'espace en cycle fermé sur la Station spatiale internationale. L'expérience Refabricator, qui a été livrée à l'ISS à bord de Cygnus NG-10 le 19 novembre 2018, traite la matière première plastique à travers plusieurs cycles d'impression et de recyclage pour évaluer combien de fois les matériaux plastiques peuvent être réutilisés dans l'environnement de microgravité avant que leurs polymères ne se dégradent à des niveaux inacceptables.
De plus, l'impression 3D dans l'espace peut également comprendre l'impression de repas. Le programme Advanced Food Technology de la NASA étudie actuellement la possibilité d'imprimer des produits alimentaires afin d'améliorer la qualité, la teneur en éléments nutritifs et la variété des aliments.

## Produits
Les produits suivants sont généralement considérés les meilleurs candidats potentiels à la fabrication spatiale, en raison de leur utilité et de leur faible coût :
- Culture de cristaux de protéines (en)
- Wafers semi-conducteurs améliorés
- Microencapsulation

Au fur et à mesure que l'infrastructure se développe et que le coût d'assemblage baisse, une partie de la capacité de fabrication pourrait être dirigée vers le développement d'installations agrandies dans l'espace, y compris des usines de fabrication à plus grande échelle. Celles-ci nécessiteront probablement l'utilisation de matériaux lunaires et d'astéroïdes, et suivront donc le développement des bases minières.
La roche est le produit le plus simple et il est très utile pour la protection contre les radiations. Il peut également être traité par la suite pour en extraire des éléments destinés à diverses utilisations.
L'eau provenant de sources lunaires, d'objets géocroiseurs ou de satellites naturels de Mars est considérée comme relativement bon marché et simple à extraire, et offre des performances adéquates pour de nombreuses fins de fabrication et d'expédition de matériaux. La séparation de l'eau en hydrogène et oxygène peut être facilement réalisée à petite échelle, mais certains scientifiques pensent que cela ne sera pas réalisé à grande échelle initialement en raison de la grande quantité d'équipement et d'énergie électrique nécessaire pour séparer l'eau et liquéfier les gaz résultants. L'eau est utile comme bouclier contre les radiations et dans de nombreux processus chimiques.
Les céramiques fabriquées à partir de sol lunaire ou d'astéroïdes peuvent être utilisées à diverses fins de fabrication. Ces utilisations comprennent divers isolants thermiques et électriques, tels que des boucliers thermiques pour les charges utiles livrées à la surface de la Terre.
Les métaux peuvent être utilisés pour assembler une grande variété de produits utiles, y compris des conteneurs scellés (tels que des réservoirs et des tuyaux), des miroirs pour concentrer la lumière du soleil et des radiateurs thermiques. L'utilisation de métaux pour les appareils électriques nécessiterait des isolants pour les fils, de sorte qu'un matériau isolant flexible tel que du plastique ou de la fibre de verre sera nécessaire.

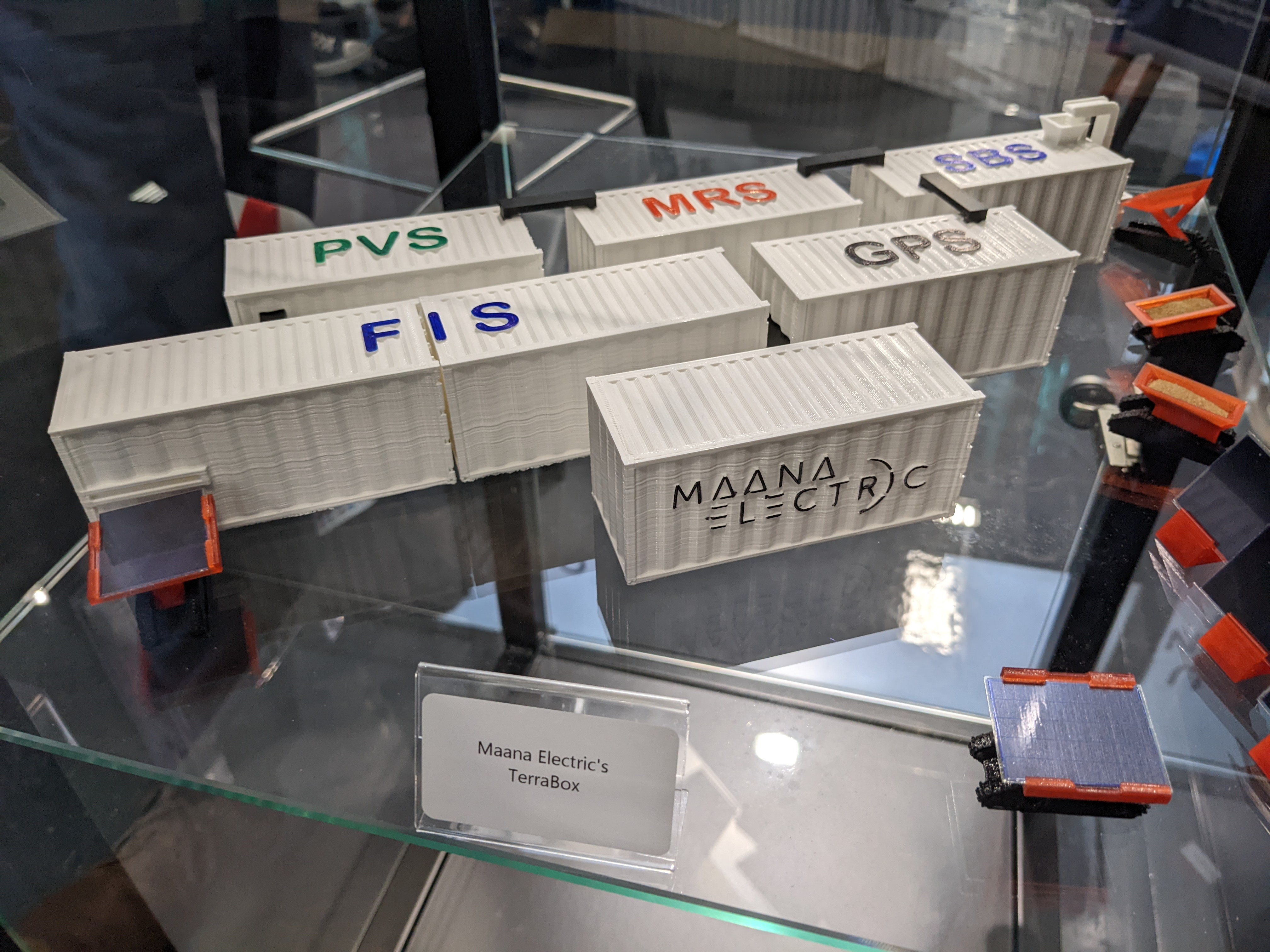
Maquette de l'usine de panneaux solaires Terrabox de Maana Electric alimentée par du régolithe, présentée à l'IAC 2022.

Un produit particulièrement important issu de la fabrication spatiale devrait être les panneaux solaires. De vastes panneaux d'énergie solaire peuvent être construits et assemblés dans l'espace. Comme la structure n'a pas besoin de supporter les charges qui seraient subies sur Terre, d'énormes réseaux peuvent être assemblés à partir de quantités de matériaux proportionnellement plus petites. L'énergie générée peut ensuite être utilisée pour alimenter des installations de fabrication, des habitats, des engins spatiaux, des bases lunaires, et même transmise aux collecteurs sur la Terre avec des micro-ondes.
Parmi les autres possibilités de fabrication spatiale, citons les propulseurs pour les engins spatiaux, certaines pièces de rechange pour les engins spatiaux et les habitats spatiaux et de plus grandes usines spatiales. En fin de compte, les installations de fabrication spatiales peuvent hypothétiquement devenir presque autonomes, ne nécessitant que des importations minimales depuis la Terre. L'environnement de microgravité offre de nouvelles possibilités de construction à grande échelle, y compris dans l'ingénierie à grande échelle. Ces futurs projets pourraient potentiellement assembler des ascenseurs spatiaux, des fermes de panneaux solaires massives, des engins spatiaux de très grande capacité et des habitats rotatifs capables de soutenir des populations de dizaines de milliers de personnes dans des conditions similaires à celles de la Terre.

## Défis
Certains obstacles à la fabrication spatiale subsistent. L'obstacle le plus important est la consommation d'énergie nécessaire pour propulser les matériaux en orbite. Une fois que cette barrière est considérablement réduite en coût par kilogramme, le prix d'entrée de la fabrication spatiale peut la rendre beaucoup plus attrayante pour les entrepreneurs. Une fois amorti le capital nécessaire à l'assemblage des installations minières et de fabrication, la production devrait devenir économiquement rentable.
Les exigences économiques de la fabrication spatiale impliquent la nécessité de collecter les matières premières nécessaires à un coût énergétique minimum. Le coût du transport spatial est directement lié au delta-v, ou changement de vitesse nécessaire pour se déplacer des sites miniers aux usines de fabrication. Apporter du matériel sur l'orbite terrestre à partir de corps tels que les astéroïdes géocroiseurs, Phobos, Déimos ou la surface lunaire nécessite beaucoup moins de delta-v que le lancement depuis la Terre elle-même, malgré les plus grandes distances impliquées. Cela rend ces lieux économiquement attractifs en tant que sources de matières premières.

## Sources et références
1. ↑  (en) « Off-Earth manufacturing: using local resources to build a new home », www.esa.int (consulté le 9 septembre 2020)
2. ↑  S Koszelak, C Leja et A McPherson, « Crystallization of biological macromolecules from flash frozen samples on the Russian Space Station Mir », Biotechnology and Bioengineering, vol. 52, no 4,‎ 1996, p. 449–58 (PMID 11541085, DOI 10.1002/(SICI)1097-0290(19961120)52:4<449::AID-BIT1>3.0.CO;2-P, S2CID 36939988)
3. ↑  « Columbus laboratory », ESA, 18 juillet 2007 (consulté le 18 juillet 2007)
4. ↑  Rémi Amalvy, « La Nasa veut fabriquer et assembler certaines pièces d'engins directement dans l'espace », L'Usine Nouvelle,‎ 3 février 2020 (lire en ligne, consulté le 27 juillet 2023)
5. ↑  « In space manufacturing and assembly », Airbus, 30 mai 2022 (consulté le 6 juin 2022)
6. ↑  Capital.fr, « Airbus choisi par l’UE pour étudier la fabrication d'engins spatiaux dans l'espace », sur Capital.fr, 11 mars 2021 (consulté le 27 juillet 2023)
7. ↑  « La startup européenne Space Cargo Unlimited se lancera dans la fabrication dans l'espace en 2025 », sur La Tribune, 2022-10-27cest08:32:00+0200 (consulté le 27 juillet 2023)
8. ↑  (en-US) « Jeff Bezos on future of spaceflight: "We can move all heavy industry and all polluting industry off of Earth" - CBS News », sur www.cbsnews.com, 21 juillet 2021 (consulté le 27 juillet 2023)
9. ↑  Clay Dillow, « ISS Could Get its Own Electron-Beam Fabrication 3-D Printer », Popular Science,‎ 29 septembre 2009 (lire en ligne, consulté le 24 novembre 2015)
10. ↑  Basulto, Dominic. (June 26, 2013) Get ready, 3D printing may be coming to a planet near you. The Washington Post. Retrieved on 2015-11-24.
11. ↑  Boyle, « NASA picks Firmamentum to build a 3-D printer/recycler for use in space », GeekWire, 23 juin 2016 (consulté le 21 septembre 2016)
12. ↑  (en-US) Clark, « Space station receives second of back-to-back cargo deliveries – Spaceflight Now » (consulté le 11 février 2021)
13. ↑  (en) « 3D printer on International Space Station allows astronauts to recycle, reuse, repeat », plasticstoday.com, 15 février 2019 (consulté le 11 février 2021)
14. ↑  « 3D Printing: Food in Space », NASA, 23 mai 2013 (consulté le 24 novembre 2015)
15. ↑  « neofuel home page »